# Fülöp László (labdarúgó)
Fülöp László (1925 – 2020. április) magyar labdarúgó, fedezet, edző.

## Pályafutása
1945–46-ban a Békéscsabai Törekvés színeiben élvonalbeli labdarúgó volt. 18 NB I-es mérkőzésen szerepelt. 1946–47-ben a MATEOSZ játékosa volt, de egy térdsérülés miatt visszatért Békéscsabára, ahol még 15 éven szerepelt a többször nevet változtató békéscsabai csapatban.
Az aktív játéktól való visszavonulása után a Békéscsabai Előre különböző csapatainál tevékenykedett edzőként. Munkáját 2015-ben Békéscsaba Sportjáért díjjal ismerte el az önkormányzat.

## Elismerései
- Békéscsaba Sportjáért (2015)